# Cờ vua tại Đại hội Thể thao Đông Nam Á 2019
Cờ vua là một trong những môn thể thao được tranh tài tại Đại hội Thể thao Đông Nam Á 2019. Lần gần nhất môn thi này được tổ chức tại Đại hội Thể thao Đông Nam Á là năm 2013 tại Nay Pyi Taw. Tại Đại hội lần này, cờ vua có ba nội dung tính huy chương, tổng cộng 5 bộ huy chương là cờ nhanh, cờ chớp và cờ ASEAN, cùng các nội dung biểu diễn là cờ online, cờ Fischer, giải cờ thế. Tất cả các nội dung đều chỉ tính huy chương cá nhân. Thời gian thi đấu môn cờ vua từ 1 đến 8 tháng 12 năm 2019.

## Lịch thi đấu
Môn cờ vua thi đấu từ ngày 1 đến 8 tháng 12 năm 2019, với lịch thi đấu cụ thể như sau:
- 1 tháng 12: cờ online
- 2-3 tháng 12: cờ nhanh
- 4 tháng 12: cờ Fischer
- 5 tháng 12: giải cờ thế
- 6-7 tháng 12: cờ ASEAN
- 8 tháng 12: cờ chớp

Ngoài cờ online thi đấu hỗn hợp (nam nữ đấu chung) và cờ ASEAN chỉ có bảng nam, các nội dung khác đều có hai bảng nam và nữ.

## Địa điểm
Tất cả các nội dung của môn cờ vua đều diễn ra tại phòng chức năng của khách sạn Traveler Rialto.

## Thể thức thi đấu
Cờ nhanh nam có 9 vận động viên, cờ nhanh nữ có 10 vận động viên, thời gian mỗi ván đấu 15 phút + 10 giây tích lũy.
Cờ chớp nam có 8 vận động viên, cờ chớp nữ có 10 vận động viên, thời gian mỗi ván đấu 3 phút + 2 giây tích lũy.
Cờ ASEAN có 10 vận động viên, thời gian mỗi ván đấu 15 phút + 10 giây tích lũy.
Tất cả các nội dung đều thi đấu vòng tròn một lượt.

## Bảng tổng kết huy chương
Có tất cả bảy quốc gia tham dự môn cờ vua, gồm Indonesia, Malaysia, Myanmar, Singapore, Thái Lan, Việt Nam và nước chủ nhà Philippines. Ở mỗi nội dung, một quốc gia được cử tối đa hai vận động viên tham gia. Mỗi vận động viên chỉ có thể tham dự một nội dung chính thức.
| Hạng               | Đoàn               | Vàng | Bạc | Đồng | Tổng số |
| ------------------ | ------------------ | ---- | --- | ---- | ------- |
| 1                  | Indonesia (INA)    | 2    | 3   | 1    | 6       |
| 2                  | Malaysia (MAS)     | 1    | 0   | 0    | 1       |
| 2                  | Singapore (SGP)    | 1    | 0   | 0    | 1       |
| 2                  | Thái Lan (THA)     | 1    | 0   | 0    | 1       |
| 5                  | Việt Nam (VIE)     | 0    | 2   | 3    | 5       |
| 6                  | Myanmar (MYA)      | 0    | 0   | 1    | 1       |
| 7                  | Philippines (PHI)  | 0    | 0   | 0    | 0       |
| Tổng số (7 đơn vị) | Tổng số (7 đơn vị) | 5    | 5   | 5    | 15      |

### Danh sách huy chương

#### Nội dung chính thức
| Event        | Vàng               | Bạc                    | Đồng                    |
| ------------ | ------------------ | ---------------------- | ----------------------- |
| Cờ nhanh nam | Yeoh Li Tian       | Nguyễn Ngọc Trường Sơn | Nguyễn Anh Khôi         |
| Cờ chớp nam  | Susanto Megaranto  | Lê Quang Liêm          | Lê Tuấn Minh            |
| Cờ ASEAN nam | Uaychai Kongsee    | Mohamad Ervan          | Wynn Zaw Htun           |
| Cờ nhanh nữ  | Cung Thiến Vân     | Ummi Fisabilillah      | Irine Kharisma Sukandar |
| Cờ chớp nữ   | Medina Warda Aulia | Chelsie Sihite         | Hoàng Thị Bảo Trâm      |

#### Nội dung biểu diễn
| Event           | Vàng                    | Bạc              | Đồng                           |
| --------------- | ----------------------- | ---------------- | ------------------------------ |
| Cờ online       | Jan Emmanuel Garcia     | Lê Tuấn Minh     | Muhammad Lutfi Ali             |
| Cờ Fischer nam  | Lê Quang Liêm           | Nguyễn Anh Khôi  | Muhammad Lutfi Ali             |
| Cờ Fischer nữ   | Irine Kharisma Sukandar | Võ Thị Kim Phụng | Chelsie Monica Ignesias Sihite |
| Giải cờ thế nam | Philippines             | Việt Nam         | Thái Lan                       |
| Giải cờ thế nữ  | Việt Nam                | Philippines      | Indonesia                      |